# ده کهنه کمارج
ده کهنه کمارج، روستایی از توابع بخش خشت و کمارج شهرستان کازرون در استان فارس ایران است.مردم این روستا همانند روستا های حومه لرتبار هستند و به زبان لری محلی سخن می گویند.

## جمعیت
این روستا در دهستان کمارج قرار دارد و براساس سرشماری مرکز آمار ایران در سال ۱۳۸۵، جمعیت آن ۵۲۴ نفر (۱۰۴خانوار) بوده‌است.